# Rurika Yokoyama
Rurika Yokoyama (横山 ルリカ Yokoyama Rurika?, nacido 27 de septiembre de 1991) es un talento japonés y miembro de la grupo ídolo japonés Idoling!!!. Está representada por la agencia de talentos Production Ogi. Ella asiste a Universidad Meiji Gakuin. Fue miembro del grupo idol "Doll's Vox" en 2005 con Yuko Oshima de la AKB48, producido por Toshihiko Takamizawa de The Alfee. Ella es el primer miembro Idoling!!! de lanzar un sencillo en solitario.

## Discografía

### Singel
1. Walk My Way (19 de junio de 2013)

## Filmografía

### Películas
- Kenka Banchou Gekijoban ~ Ichinen Sensou (2011) como Ayano Shiratori[4]
- Kotsu Tsubo (2012) como Mitsuko Akari[4]

### Dramas
- Kibo no Michi (2011) Tohoku Housou[4]

### Programas de televisión
- Idoling!!! (octubre de 2006-presente) Fuji TV[5]
- SDM Hatsu i (2004) Fuji TV[4]
- CS Hatsu! Bishoujo Bako (2004–2005) Fuji TV CS[4]
- Ruri Umeko Nandemo Yarimasu Ka??? (2010–presente) Pigoo HD[4]
- Shibuya LIVE! The Primeshow (2012–presente) WOWOW[4]

### Imagen de vídeo
- Four Seasons (23 de octubre de 2009)[4]
- Traveling (20 de octubre de 2010)[4]
- Coloring (16 de diciembre de 2011)[4]
- Dateling!!! (31 de octubre de 2012)[4]

### Fotolibros
- Ruri Iro (27 de noviembre de 2008) ISBN 978-4863360334
- RURIKA 430days. (March 31 de marzo de 2010) ISBN 978-4757528369